# Instituto de Investigaciones Biológicas y Tecnológicas
El Instituto de Investigaciones Biológicas y Tecnológicas (IIBYT) es un centro argentino de investigación y desarrollo dedicado a las ciencias biológicas. Su filiación es de doble dependencia entre la Universidad Nacional de Córdoba y CONICET.

## Historia
El proyecto de creación del instituto comienza en agosto del 2008, por iniciativa de un conjunto de investigadores de la Facultad de Ciencias Exactas, Físicas y Naturales (FCEFyN) de la UNC. Los miembros del IIBYT fundaron previamente diversos centros de investigación en la FCEFyN: Centro de Investigaciones Entomológicas de Córdoba (CIEC, 1960), Centro de Ecología y Recursos Naturales Renovables (CERNAR, 1973), Cátedra de Química Biológica (CQB, 1982), Centro de Biología Celular y Molecular (CEBICEM, 1987) e Instituto de Ciencia y Tecnología de los Alimentos (ICTA, 1996). El IIBYT fue creada el 17 de agosto de 2011, comenzando sus actividades en julio de 2012. Su primera Directora, designada por concurso fue la Dra. María Angélica Perillo.

## Áreas de investigación
- Bioquímica y Biofísica Molecular
- Biología Celular y Molecular
- Biología del Comportamiento
- Biología Aplicada
- Bioinformática y Sistemas Complejos